# Njemačka glazba
Njemačka je jedna od mlađih europskih država, ali ipak njemačke regije imaju zajedničko nasljeđe narodne, klasične i popularne glazbe. Njemačka himna se zove Lied der Deutschen.

## Žanrovi

### Narodna glazba
Uglavnim u južnim regijama Bavariji i Falačkom Porajnju, ali i drugim oblastima se polka-žanr susreće često. Ovaj glazbeni stil postaje popularan istovremeno kad i u češkoj Bohemiji tijekom 1830-ih kao i susjednim zemljama. 

### Klasična glazba
Njemačkla klasična glazba je bila vrlo popularna tijekom baroka, s Bachom kao najznačajnijim predstavnikom. Tijekom romantizma glazba je bila važna za stvaranje njemačkog nacionalnog identiteta a najznačajniji predstavnik je bio Richard Wagner .

### Popularna glazba
Šlager je njemačka riječ koja ima slično značenje kao hit pjesma ili uspješnica, bez da se radi o nekom određenom glazbenom stilu. U Njemačkoj je bio vrlo popularan žanr krautrock čiji je najznačajniji predstavnik dolazio iz Düsseldorfa, elektronički sastav Kraftwerk. Drugi popularni njemački pop sastav je Alphaville, koji je 1984. objavio pjesmu Forever Young koja je postala poznata diljem Europe.
Veliki broj njemačkih pjesama opjevava mir, rat i međunarodnu politiku. Na Pjesmi Eurovizije 1982. pobijedila je Nicole Seibert s pjesmom Ein bißchen Frieden (hr. Malo mira).Nena je 1984. imala veliki hit: 99 Luftballons. Čak i u pjesmi Forever Young se govori o bojazni o velikom ratu.
Hard rock je također zastupljen, između ostalih je sastav Scorpions objavio veliki hit 1990. – 1991. pod nazivom Wind of Change, u kojem su opjevane nadolazeće promjene u Istočnoj Europi oko 1990-ih.
Nina Hagen je također poznata njemačka pjevačica, poznata po kontroverznom stilu oblačenja.
Rammstein je trenutno najpoznatiji njemački sastav i izvan granica domovine, koji mješaju stilove metala, industrijal rocka i elektroničke glazbe.
I glazbenici iz drugih država su također često znali djelovati u Njemačkoj poput sastava Beatlesu Hamburgu na samim počecima karijere i Nick Cave u Berlinu. 
Najpoznatiji hrvatski glazbenik u Njemačkoj je bio Ivo Robić, koji je s pjesmom Mit 17 fängt das Leben erst an bio prvi 32 tjedna, na njemačkoj top ljestvici 1960. 